# Bătălia de la Giurgiu
Bătălia de la Giurgiu, desfășurată între 15-20 octombrie 1595, a valorificat avantajul tactic obținut de oastea munteano-transilvană condusă de Mihai Viteazul în Bătălia de la Călugăreni. Trupele otomane în retragere au fost surprinse la Giurgiu, iar robii luați ostatici au fost eliberați. După un bombardament efectuat de artileria toscană, cetatea Giurgiu a fost cucerită de aliații creștini.

## Context
În urma bătăliei de la Călugăreni din 13 august, în care și-au pierdut viața pașa Hasan de Timișoara, Khidr și Mustafa de Bosnia, armata otomană a păstrat suficientă forță încât să ocupe capitala Țării Românești. Conducătorul ei, marele vizir Sinan Pașa, a trecut la implementarea instrucțiunilor cu care a venit de la Constantinopol, acelea de transformare a Țării Românești în pașalâc. Instalat la mănăstirea Radu Vodă, el a început să facă numiri în funcțiile aparatului administrativ otoman.
Mihai Viteazul a fost nevoit să se retragă spre munți, așteptând întăririle ce urmau să vină din Transilvania. La 12 septembrie oastea munteano-transilvană se găsea la Stoenești, în așteptarea armatei de întărire conduse personal de Sigismund Bathory. La 26 august Sinan Pașa a ocupat și Târgoviștea, unde a ridicat o întăritură de pământ.
Sigismund Báthory a trecut pasul Branului în fruntea unei armate de 13.200 de mercenari, 8.000 de secui, 1.500 de germani trimiși de arhiducele Maximilian al III-lea, la care se adăuga corpul de 300 de artileriști din Toscana înarmați cu tunuri, în total 23.000 de oameni. Joncțiunea cu cei 8.000 de oșteni ai lui Mihai Viteazul a avut loc în pădurile de pe Dâmbovița.
Aliații au atacat armata otomană la Târgoviște, iar Sinan Pașa a fost nevoit să se retragă înapoi spre București.

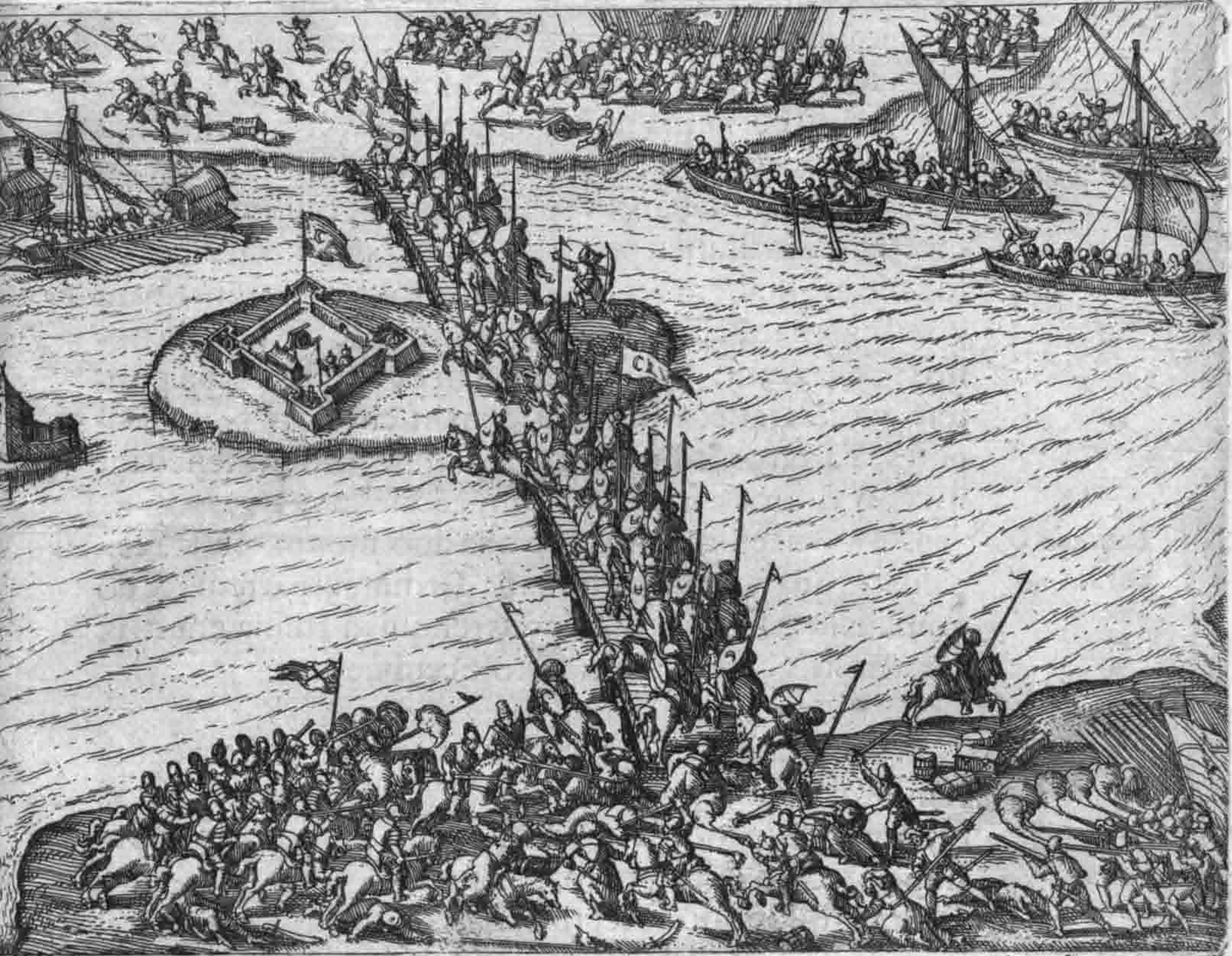
Bătălia de la Giurgiu, gravură din 1596

## Consecințe
Sinan Pașa a fost destituit din funcția de mare vizir.
O importantă consecință a campaniei din toamna lui 1595, încheiată cu victoria de la Giurgiu, a fost mutarea capitalei Munteniei de la București din nou la Târgoviște, mai departe de Dunăre și astfel de pericolul otoman. Aproape toate actele lui Mihai Viteazu din anii 1596-1599 au fost date la Târgoviște.
În februarie 1596 a avut loc Carnavalul Însângerat din Transilvania, prin care nobilimea a reprimat brutal revolta secuilor participanți la bătălia de la Giurgiu, care ceruseră îndeplinirea promisiunilor în schimbul cărora au plecat în luptă.